# スタディオ・オリンピコ・ディ・ローマ
スタディオ・オリンピコ・ディ・ローマ（Stadio Olimpico di Roma）は、イタリアの首都・ローマにあるスタジアム。ASローマ、SSラツィオがホームスタジアムとしている。サッカー、ラグビーのイタリア代表も同スタジアムを本拠地として使用している。収容人数は70,634人で、1953年5月17日に竣工した。ローマオリンピック（1960年）のメイン会場として建設された。愛称はオリンピコ。

## 概要
1909年にこのスタジアム周辺の都市計画が「フォロ・イタリコ」という名の下発案され、1925年12月には再開発地区内の住民の強制移転や建造物の取り壊しがベニート・ムッソリーニによって命令された。その後、第二次世界大戦の影響で再開発は中断したが、終戦後に再開。1953年5月17日、イタリア代表対ハンガリー代表の国際Aマッチでこけら落としとなり、スタジアム初の得点者となったヒデクチ・ナーンドルのゴールを含むハンガリー代表の3-0での快勝に終わった。当時のオリンピコは70,000人収容であったにもかかわらず観客席の傾斜が緩やかであったため、臨場感に欠けるという問題点があった。
1989年には1990 FIFAワールドカップ開催のために大規模な改修工事が行われた。観客席を含むスタジアムの大部分を取り壊し、新たに鉄筋コンクリートを中心としたスタンドやピッチとスタンドを狭める工事、半透明の片持ち梁式の屋根を付設するなど現在のスタジアムに近い姿へと変化した。
2007年には、UEFAチャンピオンズリーグ2008-09 決勝を開催するために主にスタジアムの安全性向上に観点を置いた改修工事がスタートした。ドレッシングルームの整備や全ての座席の取り替え、新しい大型液晶装置の設置など多岐に渡り、竣工後は収容人数が80,000人弱から70,634人まで減少した。

## 開催された主な大会・イベント

### サッカー
- UEFA欧州選手権1968

| 日付          | チーム#1     | 結果 | チーム#2       | ラウンド   |
| ------------- | ------------ | ---- | -------------- | ---------- |
| 1968年6月8日  | イングランド | 2-0  | ソビエト連邦   | 3位決定戦  |
| 1968年6月8日  | イタリア     | 1-1  | ユーゴスラビア | 決勝       |
| 1968年6月10日 | イタリア     | 2-0  | ユーゴスラビア | 決勝再試合 |

- UEFA欧州選手権1980

| 日付          | チーム#1         | 結果 | チーム#2         | ラウンド  |
| ------------- | ---------------- | ---- | ---------------- | --------- |
| 1980年6月11日 | チェコスロバキア | 0-1  | 西ドイツ         | グループA |
| 1980年6月14日 | ギリシャ         | 1-3  | チェコスロバキア | グループA |
| 1980年6月18日 | イタリア         | 0-0  | ベルギー         | グループB |
| 1980年6月22日 | ベルギー         | 1-2  | 西ドイツ         | 決勝      |

- 1990 FIFAワールドカップ

| 日付          | チーム#1     | 結果 | チーム#2         | ラウンド   |
| ------------- | ------------ | ---- | ---------------- | ---------- |
| 1990年6月9日  | イタリア     | 1-0  | オーストリア     | グループA  |
| 1990年6月14日 | イタリア     | 1-0  | アメリカ合衆国   | グループA  |
| 1990年6月19日 | イタリア     | 2-0  | チェコスロバキア | グループA  |
| 1990年6月25日 | イタリア     | 2-0  | ウルグアイ       | ラウンド16 |
| 1990年6月30日 | アイルランド | 0-1  | イタリア         | 準々決勝   |
| 1990年7月8日  | 西ドイツ     | 1-0  | アルゼンチン     | 決勝       |

- UEFA EURO 2020

| 日付          | チーム#1   | 結果 | チーム#2     | ラウンド  |
| ------------- | ---------- | ---- | ------------ | --------- |
| 2021年6月11日 | トルコ     | 0-3  | イタリア     | グループA |
| 2021年6月16日 | イタリア   | 3-0  | スイス       | グループA |
| 2021年6月20日 | イタリア   | 1-0  | ウェールズ   | グループA |
| 2021年7月3日  | ウクライナ | 0-4  | イングランド | 準々決勝  |

### コンサート
| 日付          | アーティスト   | ツアー/イベント        | 観客   |
| ------------- | -------------- | ---------------------- | ------ |
| 2005年7月23日 | U2             | Vertigo Tour           | 67,002 |
| 2006年8月6日  | マドンナ       | Confessions Tour       | 63,054 |
| 2013年7月6日  | ミューズ       | The 2nd Law World Tour | 60,963 |
| 2019年6月16日 | エド・シーラン | ÷ Tour                 | 58,959 |

## ギャラリー

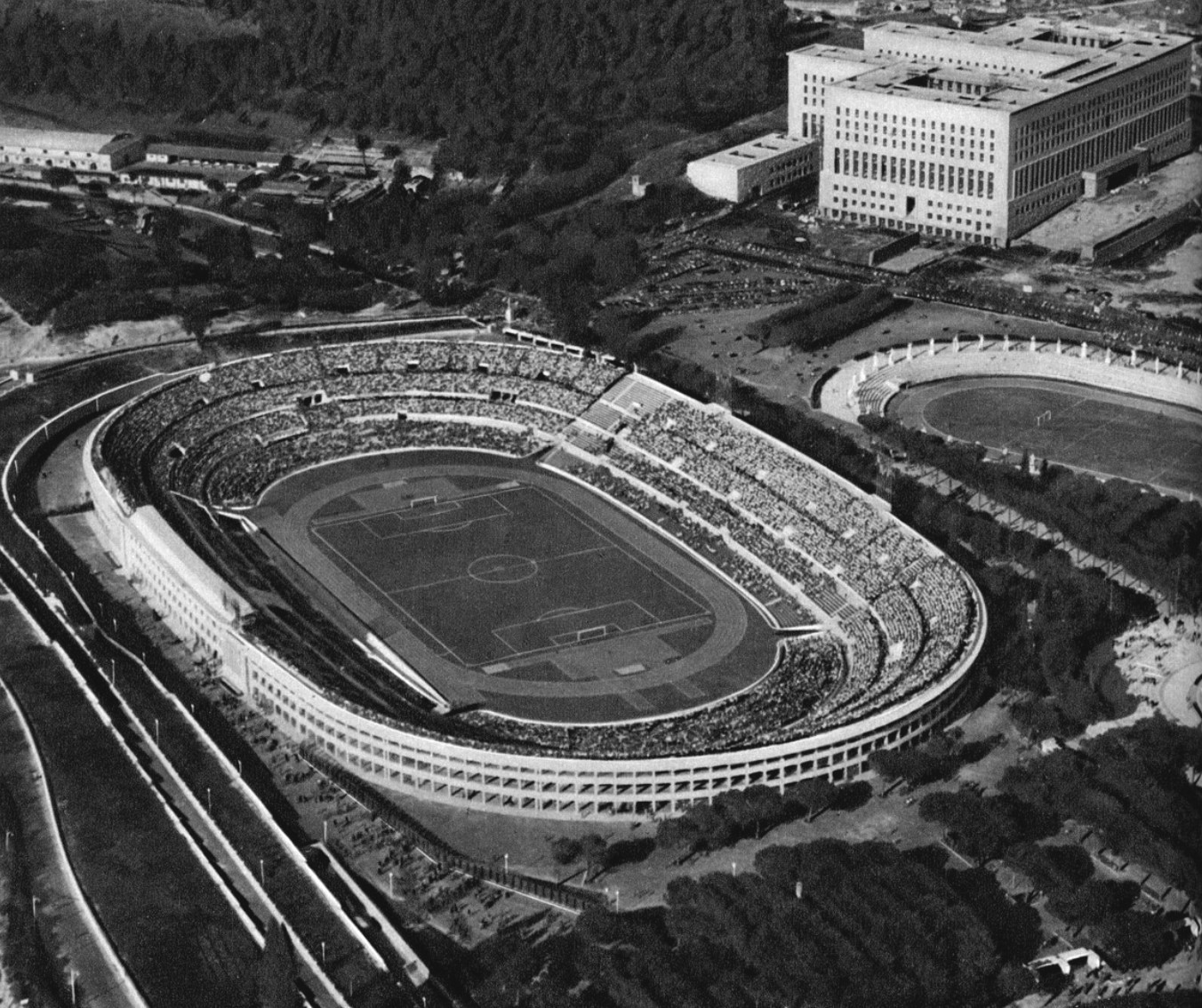
1960年のスタジアム
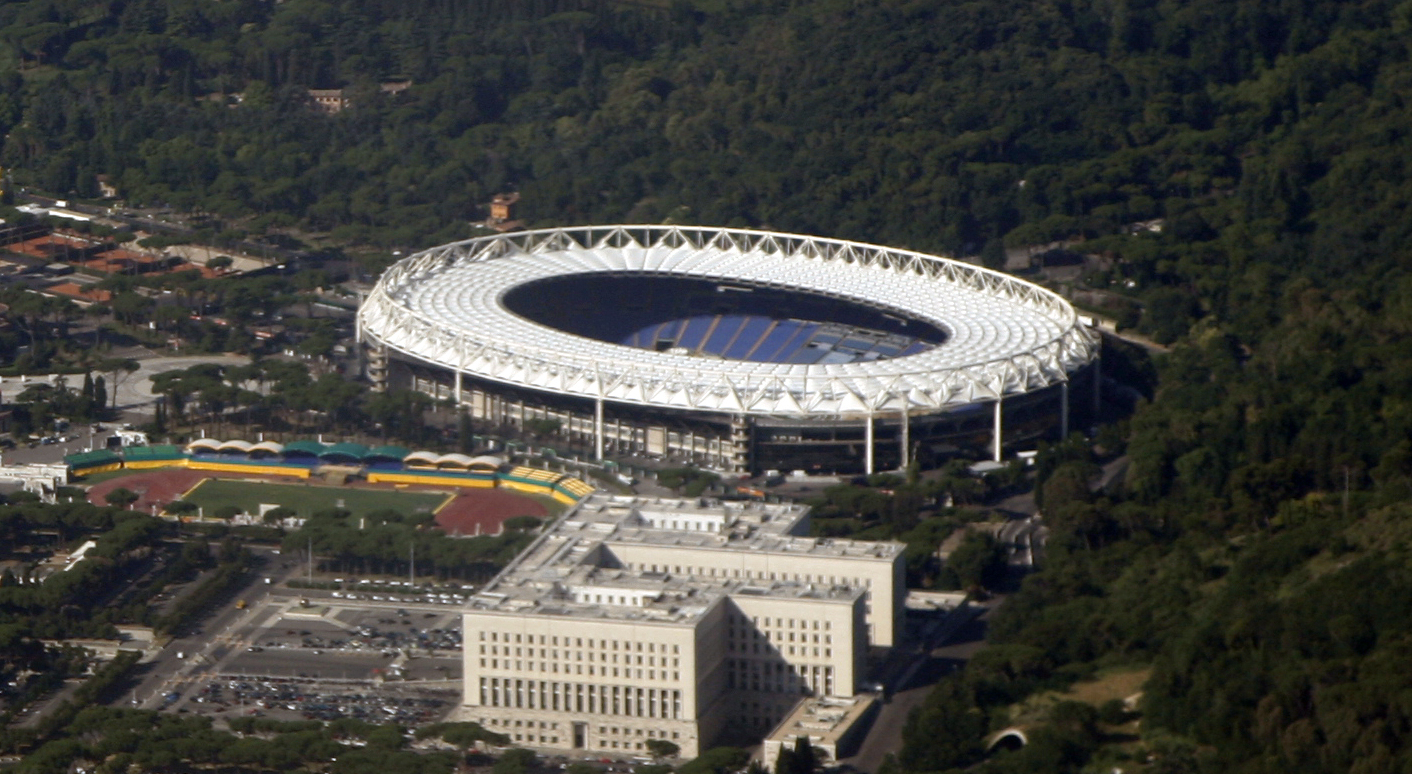
2011年の空撮
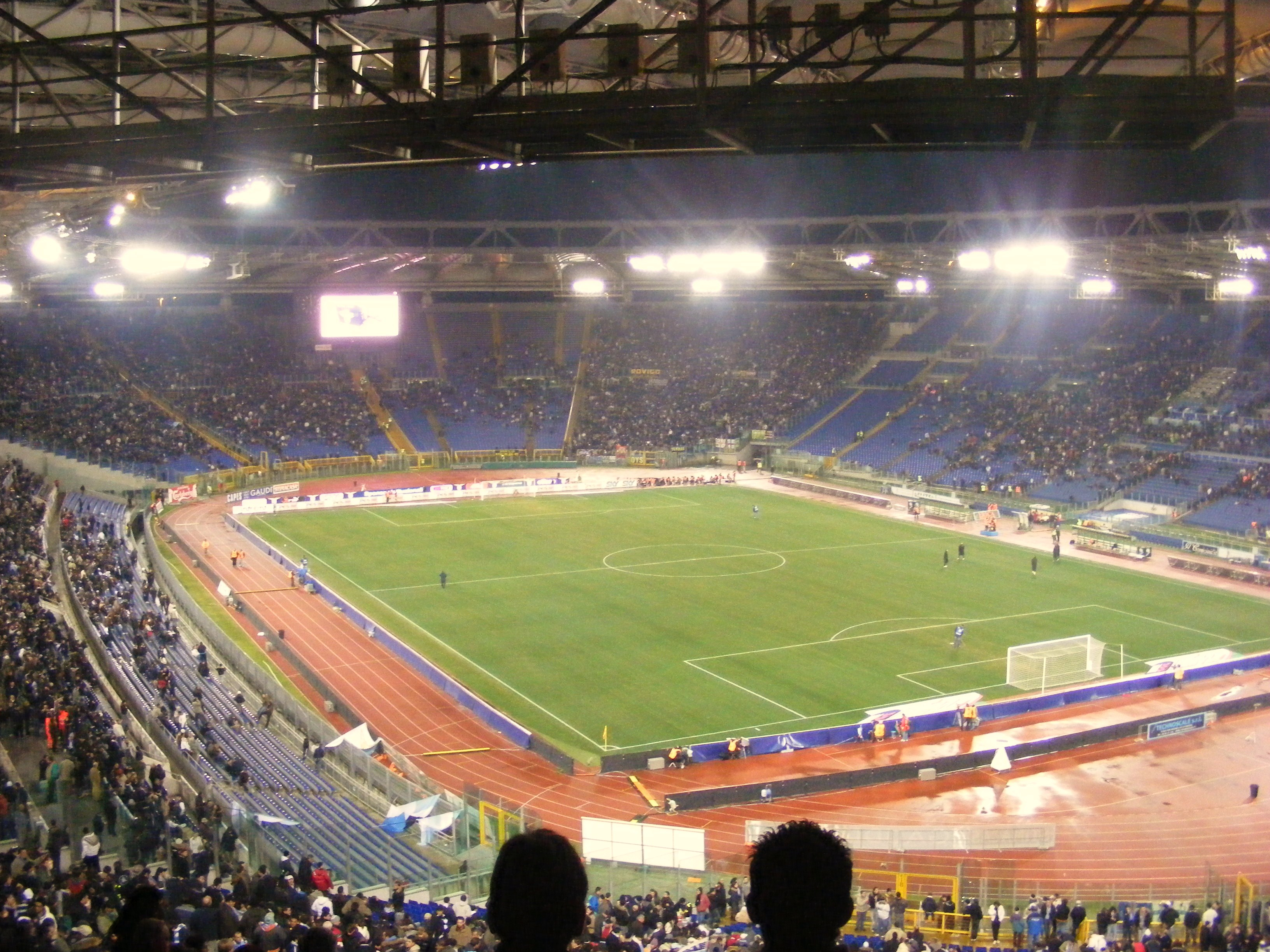
2008年の内観
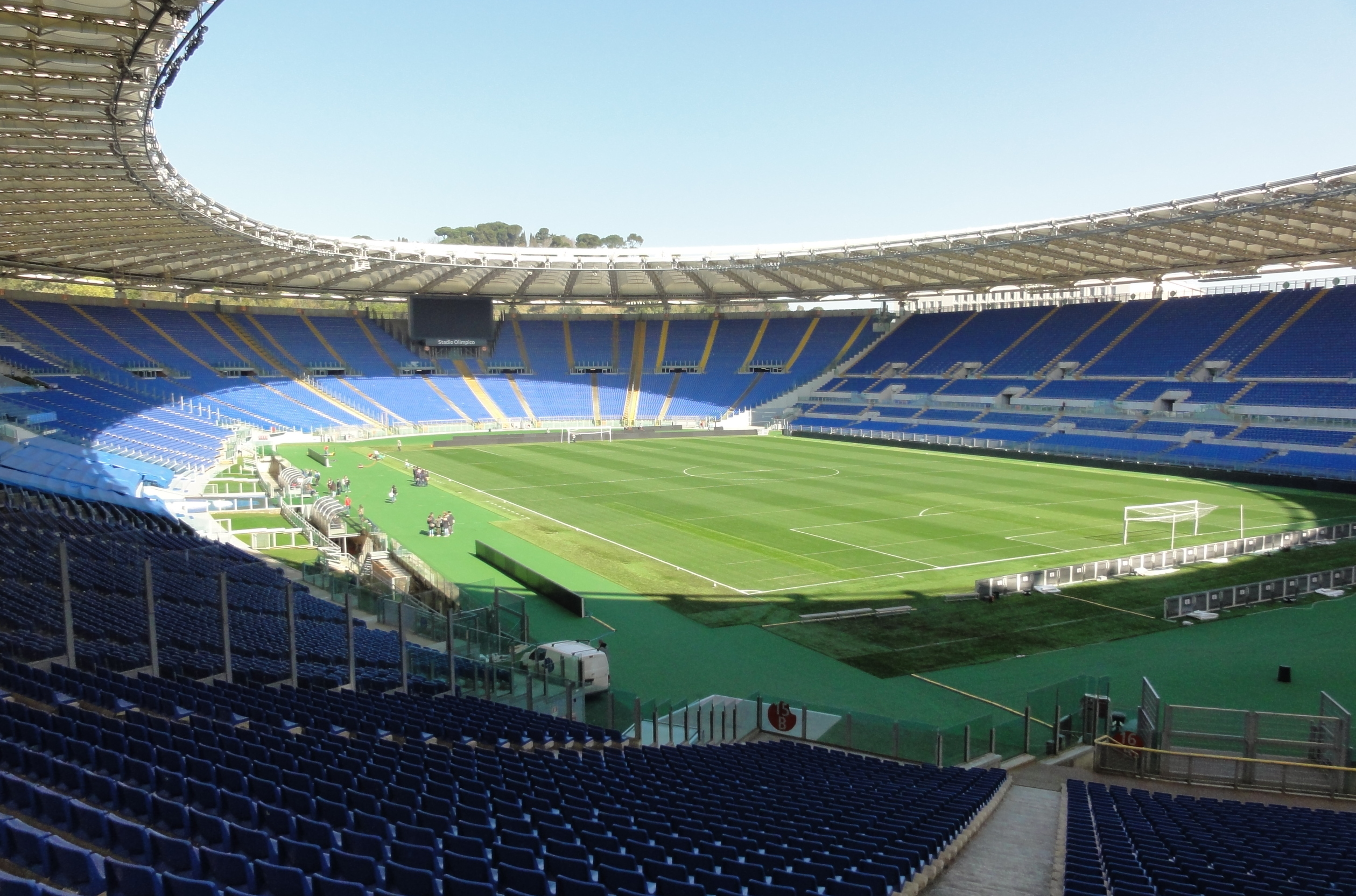
2014年の内観
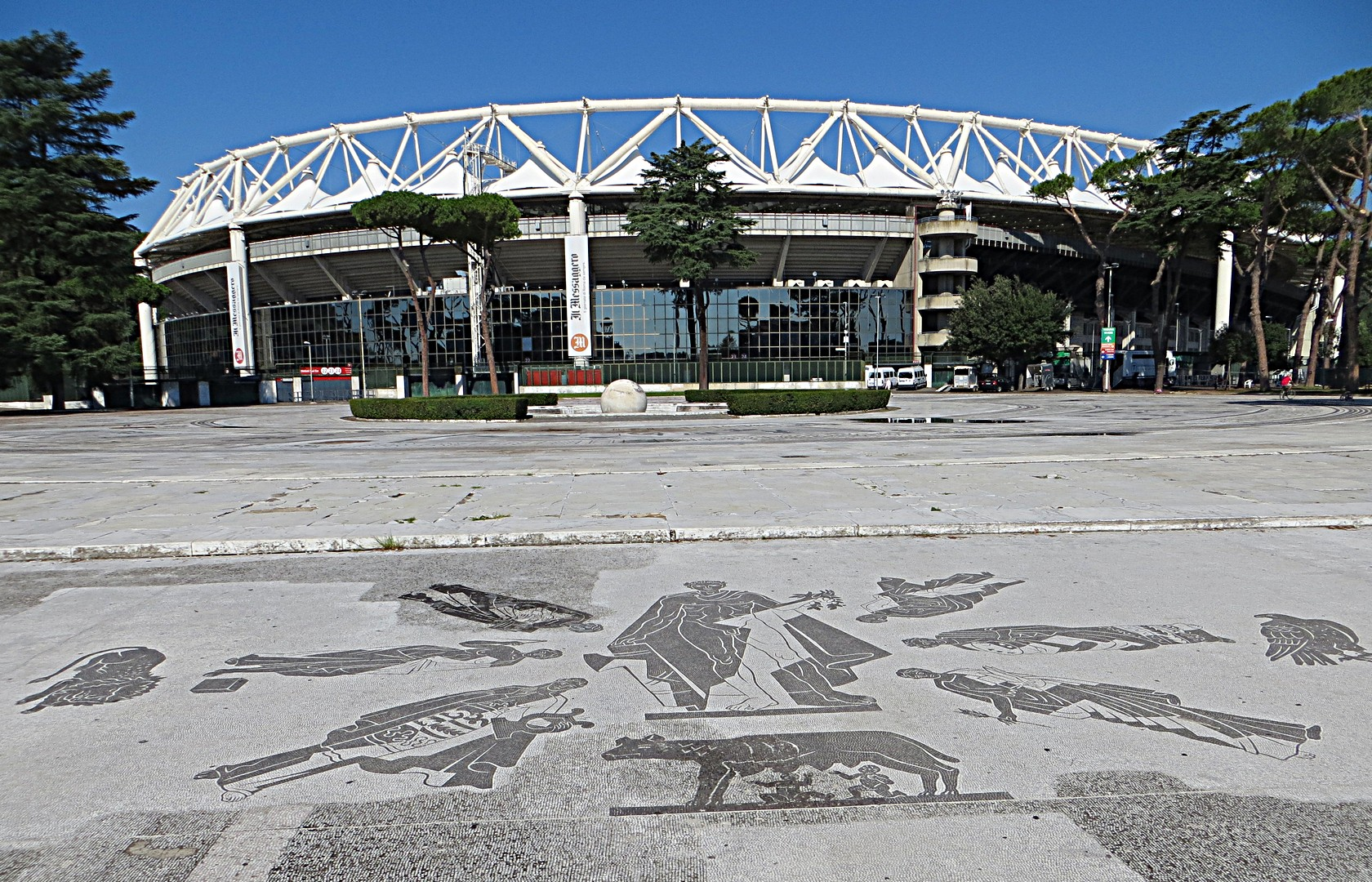
2015年の外観